# Rue des Chantiers (Paris)
Pour les articles homonymes, voir Rue des Chantiers.
La rue des Chantiers est une voie située dans le quartier Saint-Victor du 5e arrondissement de Paris.

## Situation et accès

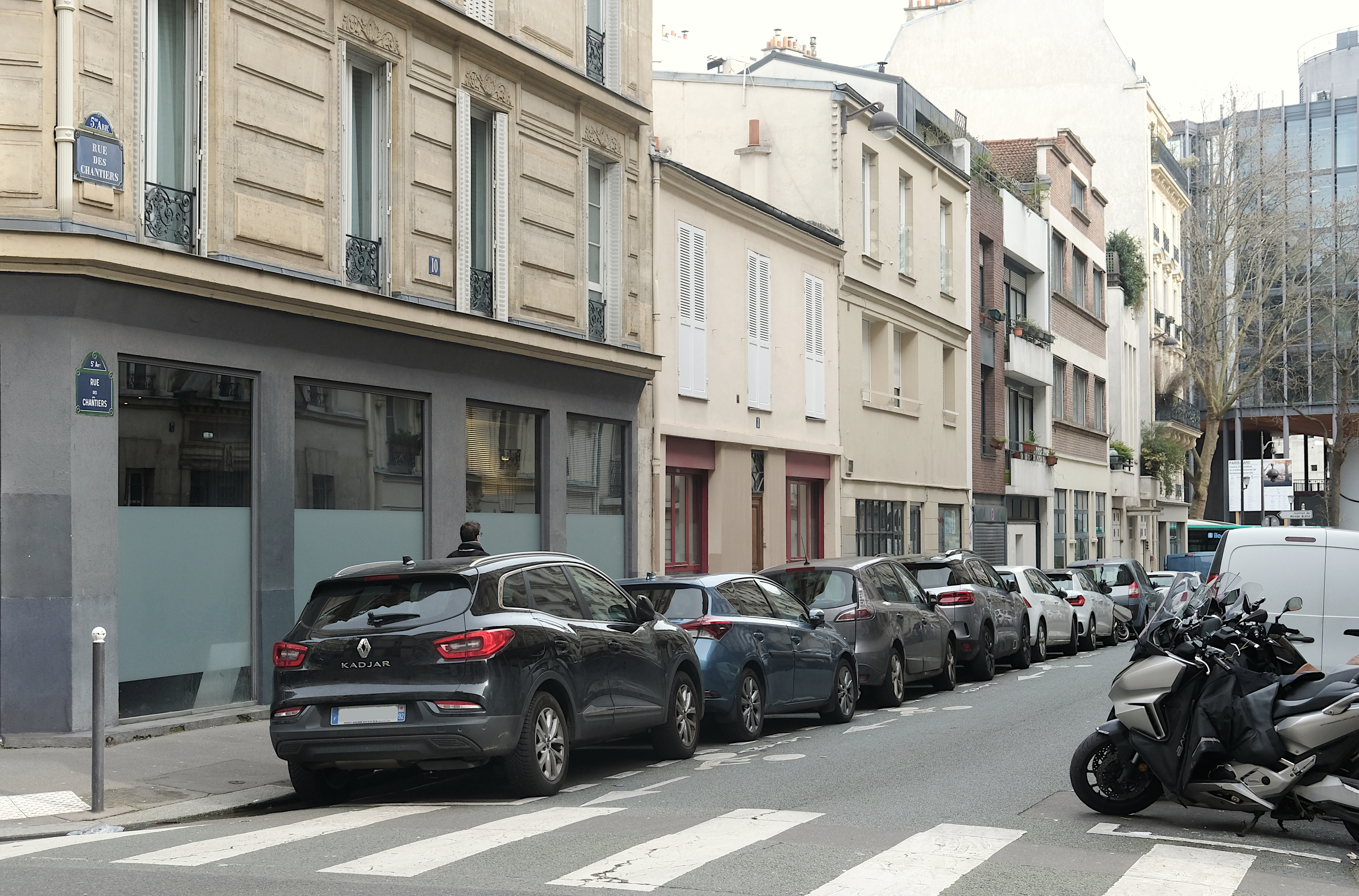
Numéros pairs de la rue.

La rue des Chantiers est desservie à proximité par la ligne 10 à la station Cardinal Lemoine.

## Origine du nom
Elle porte ce nom car des chantiers de bois étaient installés à cet emplacement.

## Historique
Cette rue fut ouverte et prit son nom actuel en 1824. Elle fut fermée[Quoi ?] pendant quelques années et rouvrit en 1850. Au moment de l'ouverture du boulevard Saint-Germain, le début de la rue a été détruit et incorporé à la nouvelle artère.

## Bâtiments remarquables et lieux de mémoire
- La rue débouche sur le campus de Jussieu.
- No 7 : cercle des maçons et des tailleurs de pierres ; dans la cour, vestiges de la tour de l'enceinte de Philippe Auguste qui était située immédiatement au sud de celle de la Tournelle[1].

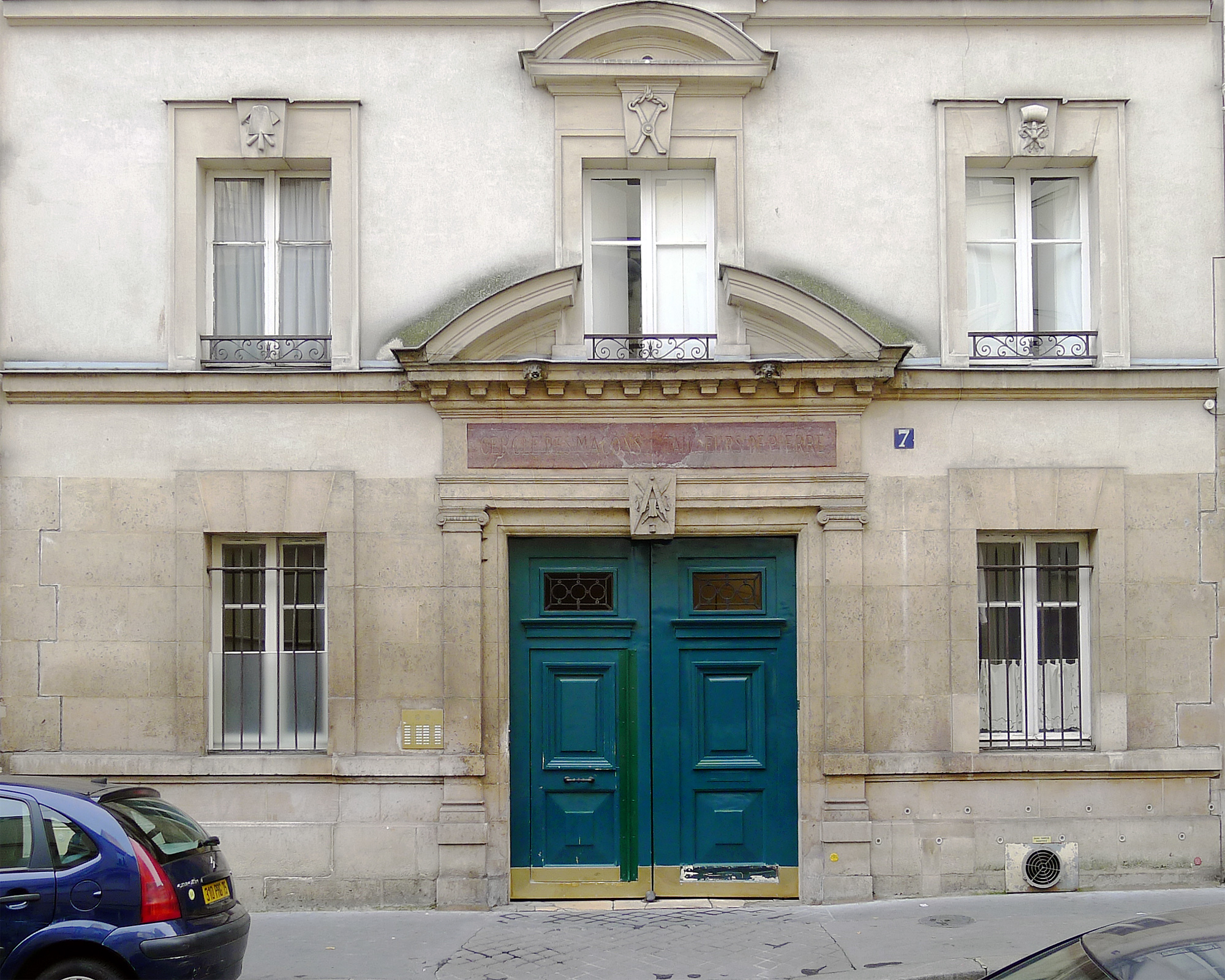
No 7.